# Le Toit du monde
Pour l’article homonyme, voir Toit du monde.
Albums de Sinik
Sang froid
(2006) Ballon d'or
(2009)
Le Toit du monde est le troisième album du rappeur Sinik, sorti en 2007. 
L'album est certifié double disque d'or. Il est produit par Kilomaître Production.

## Liste des titres
Source principale.
| #  | Titre                   | Compositeur(s) | Invité(s)   | Durée |
| -- | ----------------------- | -------------- | ----------- | ----- |
| 1  | De tout là-haut         | Wealstarr      | Kayna Samet | 4:29  |
| 2  | L'Essonne Gelless       | Ko et Pedro    |             | 3:25  |
| 3  | Mes pensées             | Kilomaître     |             | 4:24  |
| 4  | Dans mon club           | Wealstarr      |             | 3:34  |
| 5  | Trop pour un seul homme | Dj Lewis       |             | 4:00  |
| 6  | 1 milliard d'euros      | Entreprise     | Cifack      | 5:01  |
| 7  | Daryl                   | S.O            |             | 4:09  |
| 8  | Ni racaille/Ni victime  | Entreprise     |             | 4:15  |
| 9  | Rue des Bergères        | Yvan Jaquemet  |             | 4:37  |
| 10 | Incompris               | Moogoo         |             | 4:27  |
| 11 | Notre France à nous     | Dj Lewis       |             | 4:16  |
| 12 | Né sous "X"             | Entreprise     | Diam's      | 4:44  |
| 13 | Représailles            | Wealstarr      |             | 6:39  |
| 14 | Je réalise              | Eg White       | James Blunt | 3:47  |

## Clips
- 2007 : De tout là-haut
- 2007 : Je réalise
- 2008 : Représailles
- 2008 : Rue des Bergères
- 2008 : Daryl
- 2008 : Mes pensées